# Grünauer Vorwerk

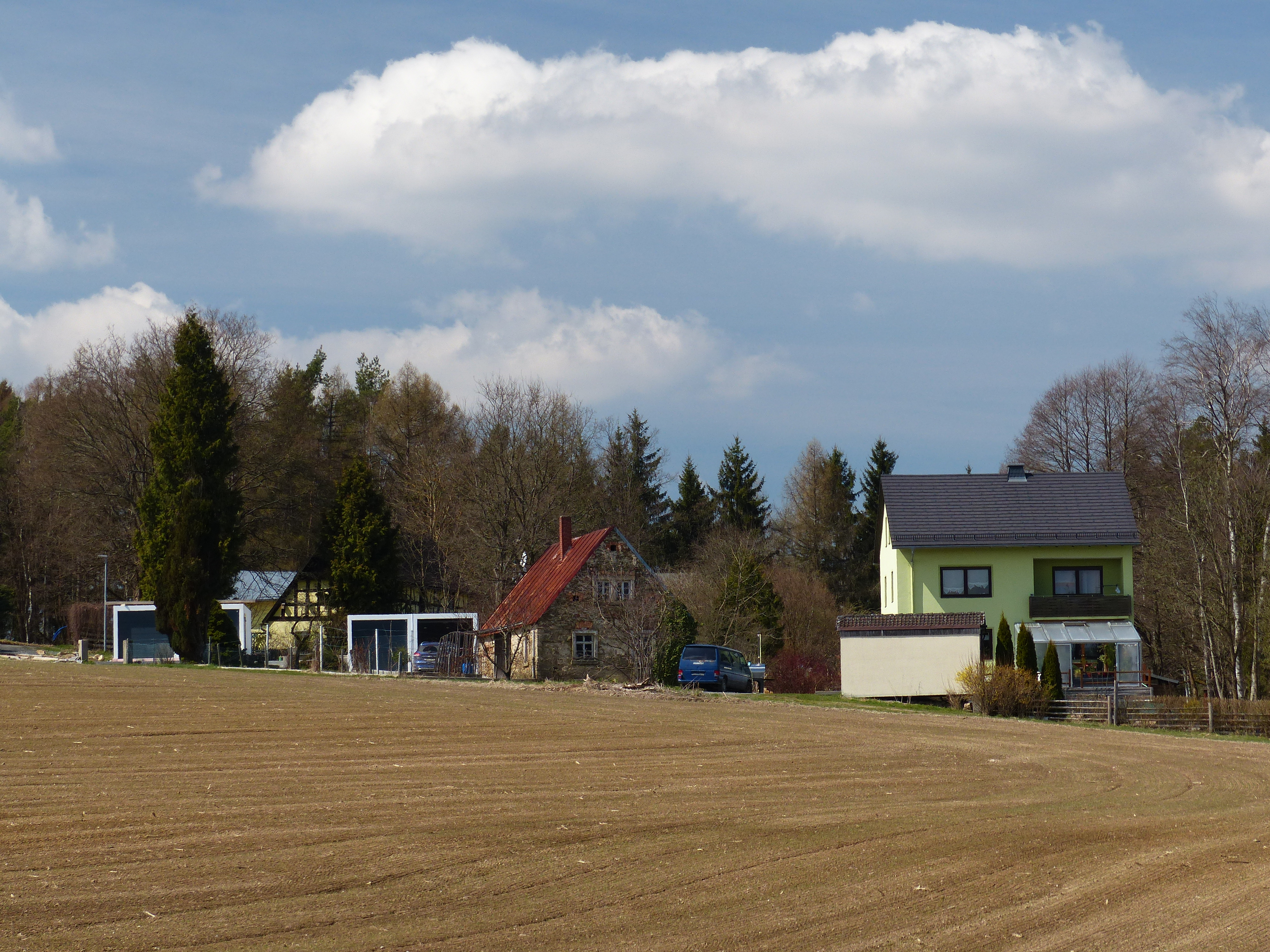
Ansicht des Weilers

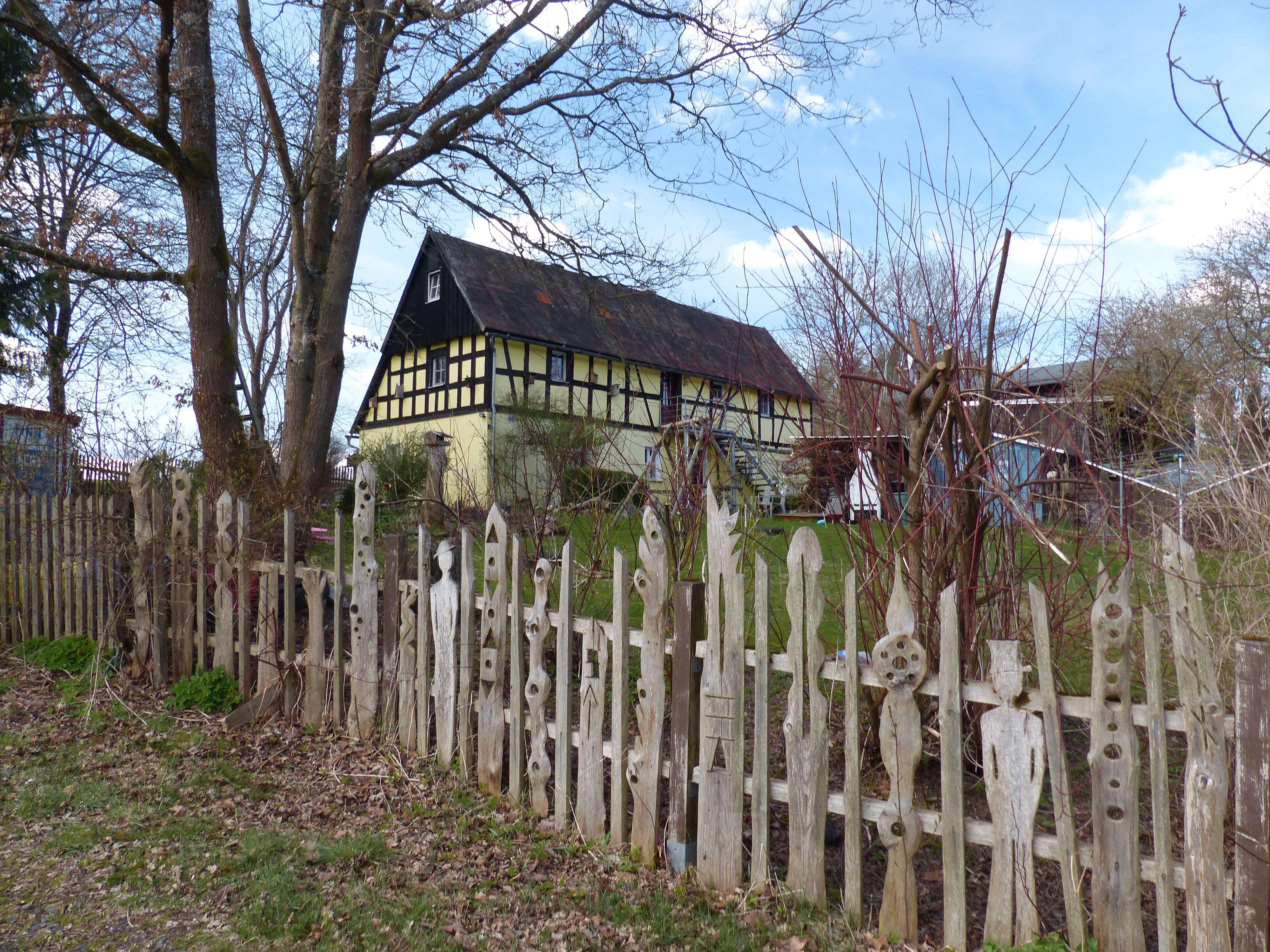
Wohnhaus aus dem 18. Jahrhundert

Grünauer Vorwerk ist ein Gemeindeteil der Stadt Schönwald im Landkreis Wunsiedel im Fichtelgebirge (Oberfranken, Bayern).
Der Weiler Grünauer Vorwerk und Grünauermühle liegen nordnordöstlich vom Stadtzentrum von Schönwald an der Straße von Grünhaid nach Schönlind. Die Bundesautobahn 93 befindet sich in unmittelbarer Nähe.
An dieser Stelle befand sich früher der Ort Grünau. Nach Höllerich wurde der Ort erstmals um 1360/65 im Besitz der Raitenbacher genannt. Der Ort und ein Hammerwerk wurden 1372 in einer Verkaufsurkunde von Konrad von Neuberg an den Rat von Eger erwähnt. Grünau hat seinen Namen vom Perlenbach, der früher „Gryna“ genannt wurde. Grünau wurde nach Malter 1414 als Wüstung bezeichnet, er sah das Vorwerk als Siedlungsrest des ursprünglichen Dorfes.
Unter Denkmalschutz steht das Wohnhaus, ein eingeschossiger Frackdachbau mit gestuftem Fachwerkgiebel aus der zweiten Hälfte des 18. Jahrhunderts. An der rückwärtigen Längsseite befindet sich ein jüngeres Zwerchhaus.